# Wolfgang Schenck (pilote)
Pour les articles homonymes, voir Wolfgang Schenck.
Wolfgang Schenck (7 février 1913 à Windhoek - 5 mars 2010 à Marbourg) est un Oberstleutnant allemand qui a servi au sein de la Luftwaffe (armée de l'air) dans la Wehrmacht pendant la Seconde Guerre mondiale.
Il a été décoré de la croix de chevalier de la croix de fer avec feuilles de chêne. La croix de chevalier de la croix de fer et son grade supérieur, les feuilles de chêne, sont attribués pour récompenser un acte d'une extrême bravoure sur le champ de bataille ou un commandement militaire avec succès.

## Décorations
- Croix de fer (1939)
  - 2e classe (23 septembre 1939)
  - 1re classe (25 mai 1940)
- Ehrenpokal der Luftwaffe (22 décembre 1940)
- Croix de chevalier de la croix de fer avec feuilles de chêne
  - Croix de chevalier le 14 août 1941 en tant que Oberleutnant et Staffelkapitän  de la 1./SKG 210[1]
  - 139e feuilles de chêne le 30 octobre 1942 en tant que Hauptmann et Gruppenkommandeur  de la I./ZG 1[2]